# スルツキー方程式
スルツキー方程式 （またはスルツキー恒等式, 英: Slutsky equation, Slutsky identity） とは、マーシャル需要関数の変化をヒックス需要関数の変化と関連付ける方程式のこと。エヴゲニー・スルツキーに由来する。

## 概要
財jの価格が微小単位だけ上昇したときの、財iへのマーシャルの非補償需要の変化を分解する式がスルツキー方程式である。
{\displaystyle {\partial x_{i}(\mathbf {p} ,w) \over \partial p_{j}}={\partial h_{i}(\mathbf {p} ,u) \over \partial p_{j}}-{\partial x_{i}(\mathbf {p} ,w) \over \partial w}x_{j}(\mathbf {p} ,w),\,}
ただし{\displaystyle h(\mathbf {p} ,u)}はヒックスの補償需要で、{\displaystyle x(\mathbf {p} ,w)}はマーシャルの非補償需要で{\displaystyle \mathbf {p} }は価格のベクトルで{\displaystyle w}は所得水準で、{\displaystyle u}は効用水準である。ここでの「効用水準」とは、効用最大化問題を解いて得られた間接効用関数を初期時点における価格と所得の下で評価{\displaystyle v(\mathbf {p} ,w)}である。
この式の右辺は、「財jの価格が微小単位だけ上昇したときの、効用水準をuに固定した下での財iへの需要（ヒックスの補償需要）の変化」から「『所得水準が微小単位だけ上昇したときの財iへのマーシャルの非補償需要の変化』×『財jへのマーシャルの非補償需要』」を引いたものである。最初の項は代替効果を表し、第2項は所得効果を表す。

## スルツキー方程式を用いた財の分類
スルツキー方程式は、財の分類をする上で役に立つ。jをiに書き換えて右辺と左辺を入れ替えると以下のようになる。
{\displaystyle {\partial h_{i}(\mathbf {p} ,u) \over \partial p_{i}}-{\partial x_{i}(\mathbf {p} ,w) \over \partial w}x_{i}(\mathbf {p} ,w),\ ={\partial x_{i}(\mathbf {p} ,w) \over \partial p_{i}}}
この式を基に以下の場合分けができる。
| 場合    | {\displaystyle {\partial h_{i}(\mathbf {p} ,u) \over \partial p_{j}}} | {\displaystyle {\partial x_{i}(\mathbf {p} ,w) \over \partial w}x_{j}(\mathbf {p} ,w)} | {\displaystyle \left\|{\partial h_{i}(\mathbf {p} ,u) \over \partial p_{j}}\right\|<\left\|{\partial x_{i}(\mathbf {p} ,w) \over \partial w}x_{j}(\mathbf {p} ,w)\right\|} | {\displaystyle {\partial x_{i}(\mathbf {p} ,w) \over \partial p_{j}}} |
| ------- | --------------------------------------------------------------------- | -------------------------------------------------------------------------------------- | --- | --------------------------------------------------------------------- |
| ケースA | 負                                                                    | 正（正常財〈上級財〉）                                                                 | - | 負（通常財）                                                          |
| ケースB | 負                                                                    | 負（劣等財〈下級財〉）                                                                 | No | 負（通常財）                                                          |
| ケースC | 負                                                                    | 負（劣等財〈下級財〉）                                                                 | Yes | 正（ギッフェン財）                                                    |

ケースAでは、所得効果が正で財iは正常財（上級財）である。このとき、財iは必ず通常財となる。つまり、財iの「需要の所得弾力性」が正のとき、財iの「需要の価格弾力性」は必ず負になる。ケースBでは、所得効果が負で財iは劣等財（下級財）である。しかし、代替効果が所得効果を上回っており、財iの「需要の価格弾力性」は負となり、つまり通常財となる。ケースCでは、負の所得効果が代替効果を上回っており、財iの「需要の価格弾力性」は正となり、つまりギッフェン財となる。これにより、ギッフェン財は必ず劣等財である（「需要の価格弾力性」が正の財の「需要の所得弾力性」は必ず負である）ことがわかる。

## 直感的説明
スルツキー方程式は代替効果と所得効果の2つの項からなる。代替効果は財の相対価格の変化の効果によるもので、所得効果は所得が上昇することによる効果である。
価格の上昇による代替効果は、消費者の選択範囲を狭め効用水準を低下させる。価格が上昇すると、予算制約式が内側にシフトし、需要が減少する。反対に、価格が低下すると予算制約式が外側にシフトし、需要が増加する。
- 代替効果：財の相対価格が変化することによる効果。一般的には、相対的に安くなった財への支出が増加し、 相対的に高くなった財への支出が減少する。
- 所得効果：財が正常財（上級財）であれば、所得が増加することでその財への需要が増加する。財が劣等財（下級財）であれば、所得が増加することでその財への需要が減少する。

効用水準は実証的に観測できないため、代替効果は直接測定することができない。しかし、他の2つの項が計測可能であるため、それらを用いて効用水準を間接的に計測できる。このプロセスは、需要変化のヒックス分解とも呼ばれる。

## 別の表現
スルツキー方程式は以下のように弾力性を用いて書き直すことができる。
{\displaystyle \epsilon _{p,ij}=\epsilon _{p,ij}^{h}-\epsilon _{w,i}b_{j}}
ただしεpはマーシャルの非補償需要の、εphはヒックスの補償需要の価格弾力性、εw,iは、財iの需要の所得弾力性、bjは財jへの支出額の総支出（予算）における割合である。
この式が意味することは、需要の総変化は所得効果と代替効果で構成され、両方の効果を合わせた需要の変化に等しいということである。つまり、以下のように書ける。
{\displaystyle \Delta x_{1}=\Delta x_{1}^{s}+\Delta x_{1}^{l}}